# 緒方剛志
緒方 剛志（おがた こうじ、1970年12月24日 - ）は、日本のイラストレーター。大阪府出身。18禁作品を中心に「ぼうのうと」という別ペンネームも持つ。
ハミングバードソフトからカプコン、スクウェアを経てフリーとなる。

## イラスト
- メディアワークス（現・KADOKAWA）
  - 『ブギーポップシリーズ』（電撃文庫／電撃の新文芸）
  - 『ハッピィサルベージ』（電撃文庫）
  - 『COOLDOWN』（電撃文庫）
  - 『冥王と獣のダンス』（電撃文庫）
  - 『シックス・ボルト』（電撃文庫）
  - 『ビートのディシプリンシリーズ』（電撃文庫）
  - 『機械仕掛けの蛇奇使い』（電撃文庫）
  - 『X(クロス)トーク』（電撃文庫）
- 富士見書房（現・KADOKAWA）
  - 『玻璃の惑星』（富士見ファンタジア文庫） ※松岡剛志名義　
  - 『夢幻万華鏡』（富士見ミステリー文庫）
  - 『ブートレガーズ BOOTLEGGERS』（単行本）
- 集英社
  - 『隣り合わせの灰と青春―小説ウィザードリィ』（スーパーファンタジー文庫）
  - 『戴天高校勝利部』（スーパーダッシュ文庫）
  - 『GANTZ/EXA』（週刊ヤングジャンプ連載／JUMP j BOOKS）
- 徳間書店
  - 『イミューン-ぼくたちの敵』（徳間デュアル文庫）
  - 『＜柊の僧兵＞記』（徳間デュアル文庫）
  - 『チョウたちの時間』（徳間デュアル文庫）
  - 『自転地球儀世界』（徳間デュアル文庫）
  - 『ソウルソードスーパースター』（徳間デュアル文庫）
- 角川書店（現・KADOKAWA）
  - 『オーラバトラー戦記』第５巻（角川スニーカー文庫）
  - 『アクアリウムの夜』（角川スニーカー文庫）
  - 『機動戦士ガンダムSEED ASTRAY』シリーズ（ザ・スニーカー連載／角川スニーカー文庫）
  - 『銀星みつあみ航海記』シリーズ（角川スニーカー文庫）
- 新紀元社
  - 雑誌『Role&Roll』
  - 『シンデレラは、なぜカボチャの馬車に乗ったのか 〜言葉の魔法〜』（単行本）
  - 『電脳ロボットアクションTRPG ホライゾンブレイク 』（Role&Roll RPG）
- 講談社
  - 『怪人21世紀中野ブロードウェイ探偵 ユウ&AI』（講談社ノベルス）
  - 『ねらわれた学園』（青い鳥文庫）
  - 『なぞの転校生』（青い鳥文庫）
  - 『カードゲームクロニクル』（青い鳥文庫）
  - 『ねじれた町』（青い鳥文庫f）
  - 『まぼろしのペンフレンド』（青い鳥文庫f）
  - 『アークIX』（講談社ラノベ文庫）
- 朝日ソノラマ
  - 星々のクーリエ（ソノラマノベルス）
- メディアファクトリー（現・KADOKAWA）
  - 『銀色の髪のアギト』（MF文庫J）
  - 『エネミーズ/1996』（MFブックス）
  - 『異世界帰りのパラディンは、最強の除霊師となる』（MFブックス）
- 竹書房
  - 『ヤクザガール・ミサイルハート』（ゼータ文庫）
- マッグガーデン
  - 『アクセラレイション -シリアルキラーの手帖-』（単行本）
- 小学館
  - 『ベクシル 〜my winding road〜』（ガガガ文庫）
  - 『CODE-E 遥かなる囁き』（ガガガ文庫）
- 学研プラス
  - 『パラダイスロスト』（メガミ文庫）
- 幻冬舎コミックス
  - 『絆のファントムペイン』（幻狼ファンタジアノベルス）
  - 『Type：STEELY タイプ・スティーリィ』（幻狼ファンタジアノベルス）
- 星海社
  - 『おやすみ、ムートン』（星海社FICTIONS）
- 双葉社
  - 『さよなら、ジンジャー・エンジェル』（双葉文庫）
  - 『魔王様、リトライ!』（モンスター文庫）
- 主婦の友社
  - 『復活魔王はお見通し？』（ヒーロー文庫）

## コミック
- 『DOLL』（月刊電撃コミックガオ!連載／電撃コミックス）
- 『ブギーポップは笑わない』（電撃hp、電撃Animation Magazine連載／DC animation magazine wide）

## ゲーム
原画、キャラクターデザインなど（★がつくゲームはアダルトゲーム）
- MESSENGER FROM DARK NIGHT（TOPCAT）★
- ZAP! THE MAGIC（TOPCAT）★
- 雪色のカルテ（Peach）★
- WoRKs DoLL（TOPCAT）★
- ReNN 〜Another Story of WORKS DOLL〜（TOPCAT）★
- ブレイヴフェンサー 武蔵伝（スクウェア）
- ハッピィサルベージ（メディアワークス）
- ドラゴンブレイズ（彩京）
- つくとり（rúf）★
- 怒首領蜂大復活（ケイブ）
- ミステリート ～アザーサイド・オブ・チャーチ～（アーベル）
- アッピーオンライン2 （SeedC）
- いかもの探偵 -IKATAN- （サイバーフロント）
- narcissu 3rd -Die Dritte Welt- （ステージ☆なな）
- ナルキッソス 〜もしも明日があるなら〜 Portable （角川書店 × ホビボックス）
- 手毬花 （TOPCAT）★
- My sweet ウマドンナ 〜僕は君のウマ〜 （日本中央競馬会)
- 待雪の花〜snow drop〜 （nostalabel）★
- ゼノブレイド2（任天堂）
- 東京放課後サモナーズ（ライフワンダーズ）

## アニメ
- スクライド（ゲストアルターデザイン）
- キディ・グレイド（第2話アイキャッチ）
- 銀色の髪のアギト（キャラクターデザイン）
- 輪廻のラグランジェ season2（第8話エンドカード）

## TRPG
- デモンパラサイト・リプレイ ぬぎぬぎアクマとぱくぱくデーモン（プレイヤー役）
- シルバーレインRPG リプレイ 蒼き破鏡の使者（プレイヤー役）
- Replay:ゲヘナ アナスタシス イラストレーター セッション 常夏の島に刃が踊る（プレイヤー役）
- パラサイトブラッド イラストレーター・セッション リプレイ ドラゴン悪魔憑き小隊忍法帖!（プレイヤー役）
- ソード・ワールド2.0 イラストレーターリプレイ ガレリア×ダンジョンズ（プレイヤー役）

## 画集
- BOOGIEPOP AND OTHERS 緒方剛志画集（メディアワークス、2000年、ISBN 978-4840214223）
- The Art of Role & Roll 緒方剛志画集（新紀元社、2013年、ISBN 978-4775311523）